# Larry Ochs

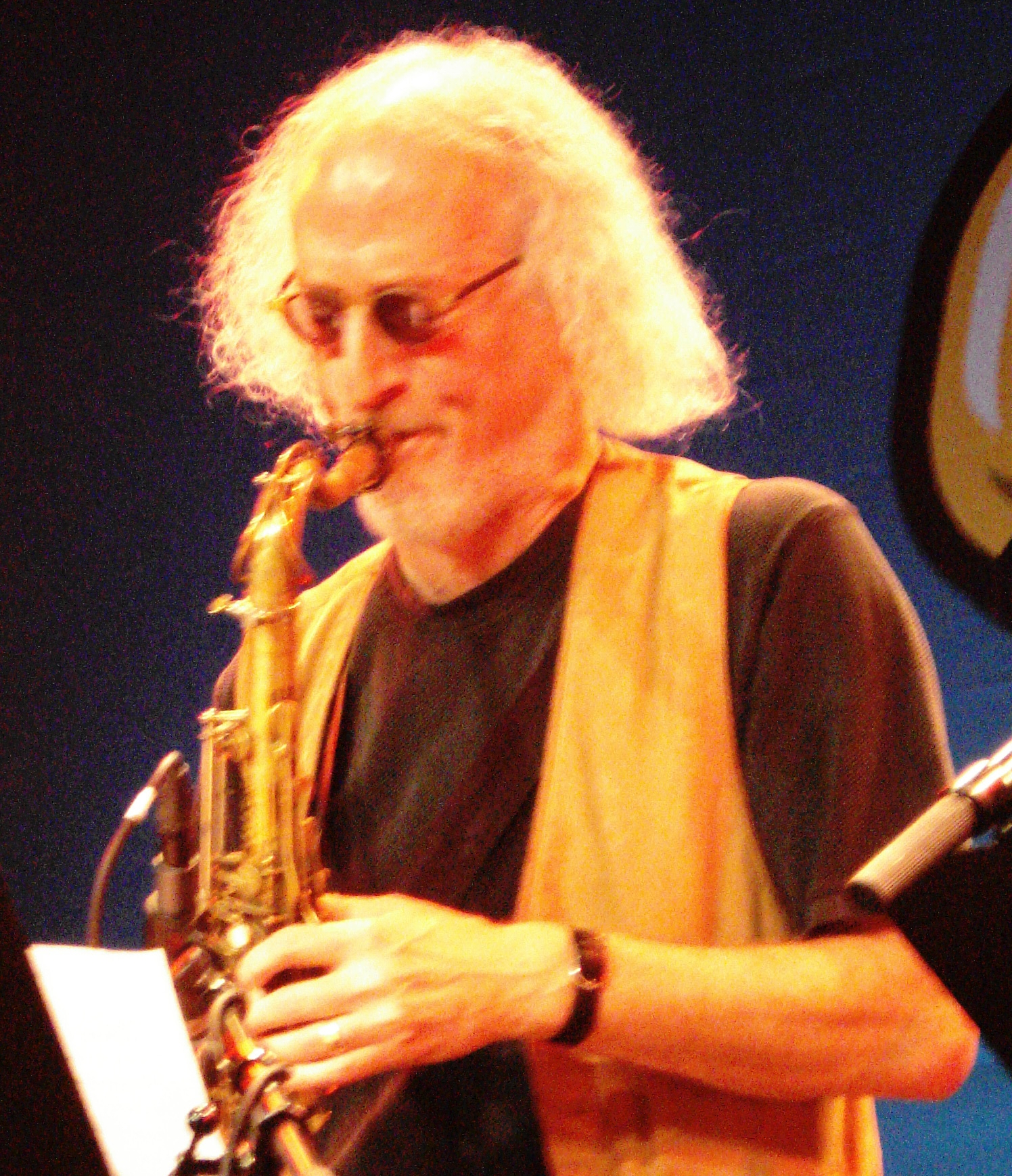
Larry Ochs in 2009

Larry Ochs (New York, 3 mei 1949) is een Amerikaanse saxofonist (tenor- en sopraansaxofoon). Hij maakt freejazz. 
Ochs is een van de oprichters van het Rova Saxophone Quartet (1978), waarmee hij nog steeds speelt. In 1986 richtte hij met Chris Brown en Willem Winant het trio Room op, dat tot 1994 actief was. In 1991 ging Room samenwerken met het trio van saxofonist Glenn Spearman, waardoor het sextet Glenn Spearman Double Trio ontstond. In 1994 kwam hij met het trio What We Live, met Lisle Ellis (bas) en Donald Robinson (drums), waarmee hij toerde in Amerika en Europa. Vanaf 1998 ging hij samenwerken met multi-instrumentalist Fred Frith in de groep Maybe Monday en in 2000 richtte hij zijn groep Sax & Drumming Core op, waarin naast hemzelf twee drummers spelen: Scott Amendola en Robinson. 
In de jaren negentig componeerde hij muziek voor een toneelstuk van (toneel)schrijver Leslie Scalapino ("Goya's L.A.", 1994) en voor de documentaire "Letters Not About Love". In 1995 bracht hij de plaat The Secret Magritte uit, waarop onder meer leden van Rova en het Glenn Spearman Double Trio meespelen. In 2002 volgde The Neon Truth, een cd met Sax & Drumming Core. Van dezelfde groep verscheen in 2007 Up From Under. Het in 2005 opgenomen The Mirror World verscheen in 2007 op zijn eigen platenlabel (opgericht met Henry Kaiser), 'Metalanguage Records'.

## Discografie (selectie)
- The Secret Magritte, Black Saint, 1995
- The Mirror World (met Rova Special Sextet en Orkestrova), Metalanguage, 2007

Glenn Spearman Double Trio
- Mystery Project, Black Saint, 1992
- Smokehouse, Black Saint/Soul Note, 1993

What We Live
- What We Live F(o)ur, Black Saint/DIW, 1996
- Quintet For A Day, New World, 1999
- Never Was, Black Saint, 1998
- Trumpets, Black Saint, 2000
- Especially the Traveller Tomorrow, Metalanguage, 2002
- Soundcatcher, Fire Museum, 2006

Sax & Drumming Core
- The Neon Truth, Black Saint, 2002
- Up From Under, Atavistic, 2007